# Schutzmannschaft
Schutzmannschaft (německy zkráceně též Schuma, česky ochranné prapory nebo oddíly) byly zvláštní jednotky policejních sil nacistického Německa na okupovaných územích během druhé světové války. Tyto oddíly byly součástí pořádkové policie, ale mohly být také vyčleněny do speciálních trestných sil operujících pod přímým německým velením obvykle v síle praporu. Její příslušníci byli obvykle rekrutováni z místního obyvatelstva, válečných zajatců nebo příslušníků německé menšiny na daném území. Tyto útvary jsou typické především pro východní okupované oblasti SSSR.

## Vznik a úkoly

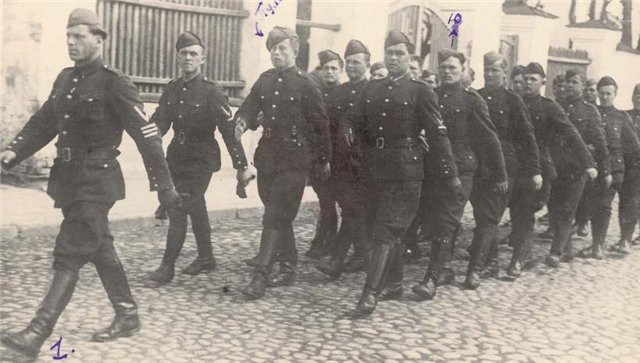
Příslušníci 115. praporu Schutzmannschaftu pochodují ulicemi Kyjeva (1942)

Oddíly byly formovány hned od 25. července 1941, tedy prakticky bezprostředně po napadení SSSR. Pomocná policie byla zformována nařízením Heinricha Himmlera a byla podřízena pořádkové policii (německy Ordnungspolizei). Do konce roku 1941 sloužilo v jednotkách pomocné policie asi 45 000 mužů. Do konce roku 1942 počet příslušníků Schutzmannschaftu na okupovaném území SSSR byl celkem 290 976 policistů, z toho 29 217 v individuální službě ve městech, 223 787 sloužících na venkovských posádkách a 47 972 příslušníků policejních praporů. 
Oddíly se zpočátku jmenovaly pomocná policie (německy Hilfspolizei), ale Němci chtěli rozlišovat mezi německou policií a těmito jednotkami. Proto se obecně zavedl název Schutzmannschaft. Jejich úkolem bylo zajištění bezpečnosti na okupovaných územích v rámci běžných policejních úkolů včetně každodenních zločinů vyjma případů, které se týkaly německých občanů. S rozrůstajícím se partyzánským hnutím jim také připadly úkoly spojené se zajišťováním represí proti sovětskému odboji. Jejich hlavními protivníky byli sovětští partyzáni, se kterými se utkávaly v rámci kárných operací, jako byly Svátky jara, Kulový blesk a Zimní kouzlo. 
Zpočátku byla vyzbrojena pouze malá část místních pomocných jednotek, ale s nárůstem jejich důležitosti byly postupně lépe vyzbrojovány. S ohledem na rozlehlost okupovaného území nad členy těchto oddílů nebyl vykonáván efektivní dozor, a proto byly časté případy korupce, či zneužívání moci.  

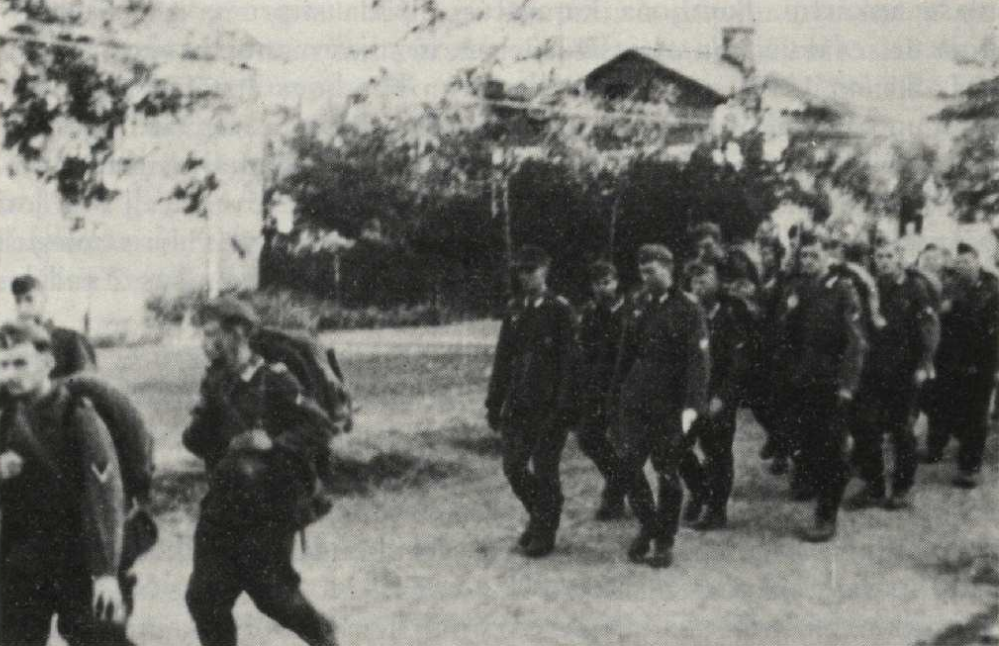
22. policejní prapor Daugava v Lucku v srpnu 1943 (lotyšský).

Oddíly byly rozděleny podle území, na kterém působily a národnost jejich příslušníků tomu často také odpovídala. Vrchní velení však měli prakticky vždy v rukou Němci a policisté německé národnosti tvořili obvykle 10 % stavu. Prapory:
- 26 (21) estonských,
- 41 (47) lotyšských,
- 23 (26) litevských,
- 11 běloruských,
- 8 krymskotatarských,
- 71 ukrajinských,
- 1 polský (202. prapor)[1][pozn. 3].

Příslušníci těchto oddílů se podíleli na vraždění obyvatel, na ostraze koncentračních táborů a aktivně se podíleli na brutálních opatřeních v boji s partyzány. Provinili se také aktivní účastí na Konečném řešení židovské otázky. Síly praporů byly přidělovány jako asistenční jednotky k Einsatzgruppen. Byly také používány k výkonu poprav, střežení válečných zajatců, střežení průmyslových objektů hospodářského významu a dalším úkolům.

## Organizace, výcvik a vybavení
Příslušníkům jednotek byla vyplácena mzda a příděly jídla, což ve všeobecné bídě na okupovaných územích znamenalo hodně. Dále jejich rodiny byly osvobozeny od nucených prací, ale na druhou stranu byly vystaveny útokům partyzánů. Důchody pozůstalým byly vypláceny podle německých norem platných pro policii. Služba v praporech byla založena na ročních smlouvách podepsaných dobrovolníky. Důstojníci Schutzmannschaftu dostávali podíl na zabaveném majetku. 
Schutzmannschaft se dělil na následující organizační části:
- Schutzmannschaft-Einzeldienst – stálá pravidelná policie, pochůzkáři a hlídková služba.
- Schutzmannschaft-Bataillonen – mobilní oddíly pro bezpečnostní službu a s ní spojené operace, kárné jednotky.
- Hilfsschutzmannschaft – záložní jednotky, administrativa a jiné pomocné práce.
- Feuerschutzmannschaft – požární ochrana.

Z hlediska úkolů se policejní jednotky dělily na následující funkce:
- Schutzmannschaft-Front-Bataillonen (úderné, bojové jednotky),
- Schutzmannschaft-Wach-Bataillonen (strážní služba),
- Schutzmannschaft-Ersatz-Bataillonen (záložní prapory),
- Schutzmannschaft-Pionier-Bataillonen (ženijní prapory),
- Schutzmannschaft-Bau-Bataillonen (stavební prapory).

Každý prapor měl předpokládaný počet čtyř rot, jednu kulometnou a tři pěší, celkem po 124 mužích. Ve skutečnosti se počty lišily podle okupovaných částí. Baltským (litevským, lotyšským, estonským) praporům obvykle velel člověk místní národnosti, zatímco ukrajinské a běloruské prapory měly německé velitele.
Prapory neměly předepsanou uniformu a často používaly různé stejnokroje. Příslušníci těchto oddílů nosili také německé uniformy se zvláštními nárukávními znaky pro rozlišení. Byli identifikováni podle bílé pásky na rukávu, na které byl obvykle nápis Schutzmann, číslo a umístění. Ve směrnici č. 46 Hitler výslovně zakázal Schutzmannschaftu používat německé hodnostní odznaky, znak orla a svastiky nebo německé vojenské nárameníky. Členové Schutzmannschaften však měli nárok na různá ocenění a vyznamenání, včetně Železného kříže, Válečného záslužného kříže, Medaile východních národů (od května 1943) a Odznaku za boj proti partyzánům. 
Příslušníci Schutzmannschaftu byli obvykle vyzbrojeni zabavenými sovětskými puškami a někteří důstojníci měli pistole. Kulomety byly používány v protipartizánských operacích a minomety byli vybaveni až v pozdějších fázích války. Obecně byly prapory špatně zajištěny, někdy dokonce postrádaly příděly potravin, protože přednost měly německé jednotky bojující v předních liniích. Proto byla poměrně častým problémem dezerce. Němci si také stěžovali na nedostatek výcviku, disciplíny a v některých případech odmítli jednotky ozbrojit zbraněmi. S ohledem na malou spolehlivost útvarů bylo nařízeno politické školení v délce 8 týdnů vedených místními kolaboranty a zlepšení výcviku poddůstojníků, ale také represivní opatření vůči rodinám dezertérů včetně poprav.  
Příslušníci Schutzmannschaftu byli v SSSR tvrdě trestně stíháni a velmi často odsuzováni k smrti. Sovětské bezpečnostní orgány je na svém území pečlivě vyhledávaly a likvidovaly i dlouho po válce. 

## Hodnosti
| Ochranné oddíly   | Wehrmacht      | Česká hodnost (přibližná)      |
| ----------------- | -------------- | ------------------------------ |
| Schutzmann        | Schütze        | vojín, svobodník               |
| Unterkorporal     | Gefreiter      | desátník                       |
| Vizekorporal      | Obergefreiter  | četař                          |
| Korporal          | Stabsgefreiter | rotný                          |
| Vizefeldwebel     | Feldwebel      | šikovatel (nadrotmistr)        |
| Kompaniefeldwebel | Oberfeldwebel  | vrchní šikovatel (nadrotmistr) |
| Zugführer         | Leutnant       | poručík                        |
| Oberzugführer     | Oberleutnant   | nadporučík                     |
| Kompanieführer    | Hauptmann      | kapitán                        |
| Batallionsführer  | Major          | major                          |